# Villaralto
Villaralto ist eine spanische Gemeinde in der Provinz Córdoba, Andalusien. Sie gehört zum Gemeindeverband Los Pedroches und umfasst ein Gebiet von 24 km², hatte 2024 1.075 Einwohner und liegt auf einer Höhe von 585 m über dem Meer, nördlich von Córdoba, ca. 80 km entfernt von der Provinzhauptstadt.

## Geographie
Die Gemeinde liegt im Herzen der Comarca de Los Pedroches und grenzt an die Gemeinden El Viso, Hinojosa del Duque, Alcaracejos, Dos Torres und Villanueva del Duque. Das Gemeindegebiet umfasst 24 km². Demnach entspricht die Bevölkerungsdichte 60,2 E/km².
Der Ort selbst liegt in landwirtschaftlich genutztem Gebiet und ist von mehreren großen landwirtschaftlichen Betrieben umgeben. Das hervorstechendste Gebäude ist die Pfarrkirche San Pedro Apóstol, eine dreischiffige Kirche mit Turm aus dem 18. Jahrhundert. Am östlichen Ortsrand liegt die Ermita de Santa Rita, ganz in der Nähe des heutigen Freibads.
Die Bäche um Villaralto gehören zum Einzugsbereich des Rio Guadamatilla, der nordwestlich des Ortes zur Embalse de La Colada aufgestaut wird. Zu nennen sind dabei der Arroyo de la Higueruela del Cedrón und der Arroyo del Molinillo mit ihren Quellbächen (Arroyo de Solana u. a.). Östlich der N 502 verläuft der Río Guadarramilla.

## Geschichte
Auf dem Gebiet des Ortes gab es schon in vorgeschichtlicher Zeit mehrere Ansiedlungen und später römische, maurische und visigothische Dörfer. Archäologische Funde wurden vor allem am Rincón de Berrocoso im Nordosten des Gemeindegebiets gemacht, wo man ein Römerlager vermutet und eine sekundäre Römerstraße verläuft. Man hat dort eine große Anzahl von Schieferplatten, mineralhaltige Schlacken und Tonscherben gefunden, sowie eine arabische Silbermünze. El Ladrillar ist eine alte Bleimine, in der noch viele bleihaltige Schlacken zu finden sind. In der Laguna del Prieto sind drei Mühlsteine mit 25 cm Radius aufgetaucht, die heute im Rathaus ausgestellt werden. In Cerrocampo wurden Mineralschlacken und Scherben gefunden, die mit einer Kupfer- und Bleimine in Zusammenhang gebracht werden. Der bekannteste Ort in dieser Beziehung ist jedoch die Casa de la Mora im Südosten des Dorfes, wo früher eine römische Villa stand, die später von Mauren besetzt wurde und auch mit den Bergbautätigkeiten in Zusammenhang stand. Dort wurden neben anderen Gegenständen einige Gefäße mit Silbermünzen und eine große Anzahl römischer Kupfermünzen entdeckt. Die Reste einer Zwischenwand aus Kalk- und Feuerstein geht wohl auf maurische Umbauarbeiten zurück. 1985 wurde diese Stätte archäologisch untersucht. Daneben existiert in Villaralto eine große Anzahl von visigothischen Sarkophagen mit trapezförmigem Grundriss oder sogar anthropomorphen Formen aus Granit. Viele wurden zweckentfremdet und von ihrem ursprünglichen Standort entfernt und meistens als Brunnentröge benutzt. Daher findet sich heute die Mehrheit der Sarkophage in der Nähe von Brunnen, so zum Beispiel drei Sarkophage am Pozo de las Cadenas, am Pozo de las Cinco Pilas, am Pozo de la Laguna de la Torrica. Insgesamt sind es 20, die so genutzt werden. Darüber hinaus gibt es einige Kindersarkophage, die ebenfalls zweckentfremdet wurden. Viele Sarkophage sind jedoch aufgrund von Desinteresse und Umbauarbeiten verloren gegangen.
Die Geschichte des heutigen Ortes beginnt mit dem Jahr 1424. Zu dieser Zeit lebten ca. 3000 Einwohner im Ort und ein Juan Ruiz de Santofimia bemühte sich mit Gewalt, aber erfolglos, den Ort in das Herrschaftsgebiet der Señorío de Santa Eufemia einzuverleiben.
Villaralto entwickelte sich im 15. Jahrhundert zu einem Dorf in Abhängigkeit von Torremilano (Dos Torres) und gehörte damit zu den Siete Villas de Los Pedroches, zu denen damals Pozoblanco, Añora, Alcaracejos, Villanueva de Córdoba, Pedroche und Torrecampo gehörten. Diese Einheit unterstand der königlichen Gerichtsbarkeit und bestand bis ins 19. Jahrhundert. In Villaralto scheint es zu dieser Zeit neben der Viehzucht auch Weinbau gegeben zu haben. Nach einer Zählung des Bistums Córdoba von 1587 hatte Villaralto 83 Einwohner und eine pila. Bis 1633 blieb es von Torremilano abhängig.
Am 28. Juli 1633 wurde es von Philipp IV. an Don Melchor Fernández Carreras, Erzdiakon von los Pedroches und Kanoniker der Kathedrale von Córdoba für 1.632.000 Maravedíes verkauft. Am 17. September 1633 erfolgte eine erste Bevölkerungszählung der neugeschaffenen Villa Villaralto, worauf ein schwerer und langanhaltender Konflikt mit Torremilano folgte. Trotz aller Schwierigkeiten nahm Melchor Fernández Carreras am 15. September desselben Jahres die Stadt in Besitz und begründete die Señorío de Villaralto, die sich bis 1837 hielt. Torremilano protestierte gegen die Verselbstständigung (dabei ging es unter anderem um die Nutzung der dehesa de Peña Alta), wurde jedoch letztendlich abgewiesen.
Die Wirtschaft erlebte erst im 18. Jahrhundert einen Aufschwung. 1752 verfügte Villaralto über 5 Webstühle und zwei Tuch-Fabriken (für bayetas & paños). 1812 gab es in der Siedlung 179 Rinder, 156 Schweine, 555 Ziegen und 148 Maultiere. Und es wurden 259 Scheffel besten Ackerlandes und 631 Scheffel zweiter Güte bebaut. Der Ort selbst zählte 186 Häuser.
1876 hatte Villaralto 1853 Einwohner.
In den Aufzeichnungen der Gemeinde gibt es große Lücken, weil im Spanischen Bürgerkrieg viel zerstört wurde.
In den Wahlen von 1979, 1983 und 1987 war die PSOE die stärkste Macht und stellte Juan Jesús Gómez Moreno als Bürgermeister. Seit 1995 ist die IU die regierende Partei die Manuel Gómez Gómez als Bürgermeister stellte. Als dieser am 4. Oktober 2012 plötzlich verstarb, wurde bereits am 19. Oktober 2012 Angel Gómez Fernández als neuer Bürgermeister gewählt.

## Sehenswürdigkeiten
Pfarrkirche Parroquia de San Pedro
Aus der Gründungszeit der Kirche im 15. Jahrhundert stammt die Fassade mit Bögen aus Granit. Seit dieser Zeit hat die Kirche viele Erweiterungen erhalten. So wurden der ursprünglich einschiffigen Kirche zwei Seitenschiffe angefügt die in der Art von kleinen Seitenkapellen mit einer Kuppel gedeckt sind. Zum Kulturerbe gehören die bemalten Holzschnitzereien aus Olivenholz, welche die Divina Pastora darstellen (18. Jh.), eine barocke Statue von Sebastián de Llanos Valdés (17. Jh.), die den Heiligen Pablo ermitaño darstellt. Das Bildnis der Patronin, der Virgen del Buen Suceso wurde mitsamt dem Altar im Bürgerkrieg zerstört. Das heutige Bild und der Altar stammen aus der Kirche San Basilio in Córdoba.
Der Kirchturm ist mit 17 m Höhe das Wahrzeichen der Gemeinde. Er besteht aus einem prismenförmigen Rumpf aus Granit und dem Glockenstuhl mit 4 Bögen, von denen nur zwei Glocken tragen. Am Glockenstuhl befindet sich ein achteckiger Abschluss aus Granit, der die Uhr trägt. Der Bau stammt aus dem 18. Jahrhundert und wurde 1992 renoviert. Dabei wurde die Uhr erneuert, die Glocken elektrifiziert und Die Fassade und die Verzierungen erneuert.
Weitere Kirchen
Daneben gibt es in Villaralto noch die Ermita de Santa Rita aus der Zeit um 1900 und die Ermita del Cristo de las Angustias.

## Wirtschaft
Die Wirtschaft besteht größtenteils aus Landwirtschaftlichen Betrieben. Der Vertrieb wird hauptsächlich von der Cooperative COVAP in Pozoblanco gesteuert. Im Ort gibt es darüber hinaus noch einige Handwerksbetriebe, kleine Industriebetriebe und mehrere Gaststätten und Bars.

## Kultur
Das wichtigste Fest ist die Wallfahrt Romería de la Divina Pastora, die am ersten Sonntag im Mai an das Ufer des Rio Guadamatilla führt. In der Semana Santa finden mehrere Prozessionen statt von den Bruderschaften der Hermandades del Sepulcro, las Angustias und Borriquita.
Am Ostersonntag gibt es die Tradition der la Matanza y los judas (Tötung des Judas). Dabei zerschlagen die Jugendlichen Figuren des Judas Iskariot, die dafür angefertigt und auf den Balkonen in der Nachbarschaft angebracht worden sind.
Die typischen Gebäude in Villaralto sind hauptsächlich durch ihre Funktionalität gekennzeichnet. Viele besitzen Türpfosten aus Granit, und Stallungen für Vieh und Schweine.
Vor wenigen Jahren wurde das Museo del Pastor eröffnet, in dem Kultur und Lebensweise der Hirten in einem typischen Haus in Villaralto dargestellt wird.
Villaralto im Film
Villaralto erscheint mehrmals im Film La Marrana (Das Kampfschwein; 1992) von José Luis Cuerda.